# Laudemio (derecho)
En derecho civil el laudemio o luismo, en Francia conocido como lods et ventes y en Inglaterra como entry fines, era un canon dinerario que percibía el señor del dominio directo cuando se enajenaban las tierras y posesiones superficiales dadas a censo perpetuo o enfiteusis. El señor o censualista tendría derecho a cobrar el laudemio por cada transmisión, sea por herencia o por venta, al nuevo titular del dominio útil.